# Quintus et Ultimus Watson
Quintus et Ultimus Watson (2 de julio de 1874 - 14 de noviembre de 1929) también conocido como Q. U. Watson, fue un político estadounidense de Texas. Fue miembro del Senado de Texas por el distrito 19. Watson sirvió como gobernador interino de Texas por un día; el 9 de enero de 1915, cuando era presidente pro tempore del Senado de Texas, después de que el vicegobernador William Harding Mayes había dimitido y el gobernador Oscar Branch Colquitt estaba en Luisiana. En su calidad de presidente pro tempore del Senado de Texas, también fue vicegobernador interino de Texas tras la renuncia de Mayes.
Era miembro del destacado bufete de abogados Garrison & Watson de Houston, que tenía una oficina en el edificio del State National Bank. Garrison & Watson fueron abogados de la división general de Southern Pacific Railroad y representaron a muchas de las corporaciones más grandes de Houston.

## Primeros años y educación
Quintus et Ultimus Watson nació el 2 de julio de 1874 en Burton, Texas, hijo de Branch Archer Watson y Ann Amanda Watson (de soltera Gay). Su padre, B. A. Watson, era originario de Virginia y llegó a Texas alrededor de 1854. Su madre Ann era hija de Thomas Gay, quien llegó a Texas con Austin's Colony. Q. U. Watson se educó en las escuelas públicas del condado de Washington, Texas. Después de asistir al Colegio Agrícola y Mecánico de Texas cerca de Bryan, ingresó al bufete de abogados de Searcy & Garrett. Fue llamado a la abogacía en 1893.

## Carrera
Watson comenzó su práctica legal en Giddings, Texas, donde se convirtió en socio de la firma de abogados Rector & Harris bajo el nombre renombrado de Rector, Harris & Watson. Se convirtió en miembro del Senado de Texas por el distrito 19 después de prestar juramento el 8 de enero de 1907.
Fue elegido por primera vez presidente pro tempore del Senado de Texas el 13 de marzo de 1909 y fue nominado por Charles Louis Brachfield. Fue elegido presidente pro tempore por segunda vez el 21 de octubre de 1914, tras ser propuesto por Claude Benton Hudspeth. El 9 de enero de 1915, Watson se convirtió en gobernador interino de Texas. Como presidente pro tempore, era el tercero en la línea de sucesión del gobernador. El vicegobernador Mayes renunció en agosto de 1914 para convertirse en director de la escuela de periodismo de la Universidad de Texas en Austin, y el gobernador Colquitt estaba en Luisiana.
Después de retirarse voluntariamente de su carrera senatorial, se estableció como abogado en Houston. En 1922, se asoció con John T. Garrison y formó el bufete de abogados Garrison & Watson. Continuó en el despacho de abogados hasta su muerte en Houston en 1929. Después de su muerte, la 41.ª Legislatura de Texas aprobó por unanimidad la Resolución Simple No. 2 en su honor.

## Vida personal
Se casó con Jessie Burton en Burton, Texas, en 1897. Watson era miembro del Colegio de Abogados de Houston 